# Кретов, Максим Александрович
Максим Александрович Кретов (род. 10 февраля 1990, Москва) — российский футболист, нападающий. Лучший бомбардир чемпионата Кыргызстана 2009 года.

## Биография
Воспитанник столичного «Локомотива». На взрослом уровне дебютировал в чемпионате Кыргызстана. Уже в своем первом сезоне Кретов забил 21 гол за «Дордой», став лучшим бомбардиром турнира. Через год попытался вернуться в Россию: находился на просмотре в «Сатурне» и в нальчикском «Спартаке». В апреле 2010 года подписал контракт с «Крыльями Советов», но матчей не проводил. В дальнейшем выступал за любительские команды.

## Достижения

### Командные
- Чемпион Кыргызстана: 2009
- Обладатель Кубка Кыргызстана: 2010
- Финалист Кубка президента АФК: 2009

### Личные
- Лучший бомбардир чемпионата Кыргызстана: 2009